# Matemática da Grécia Antiga

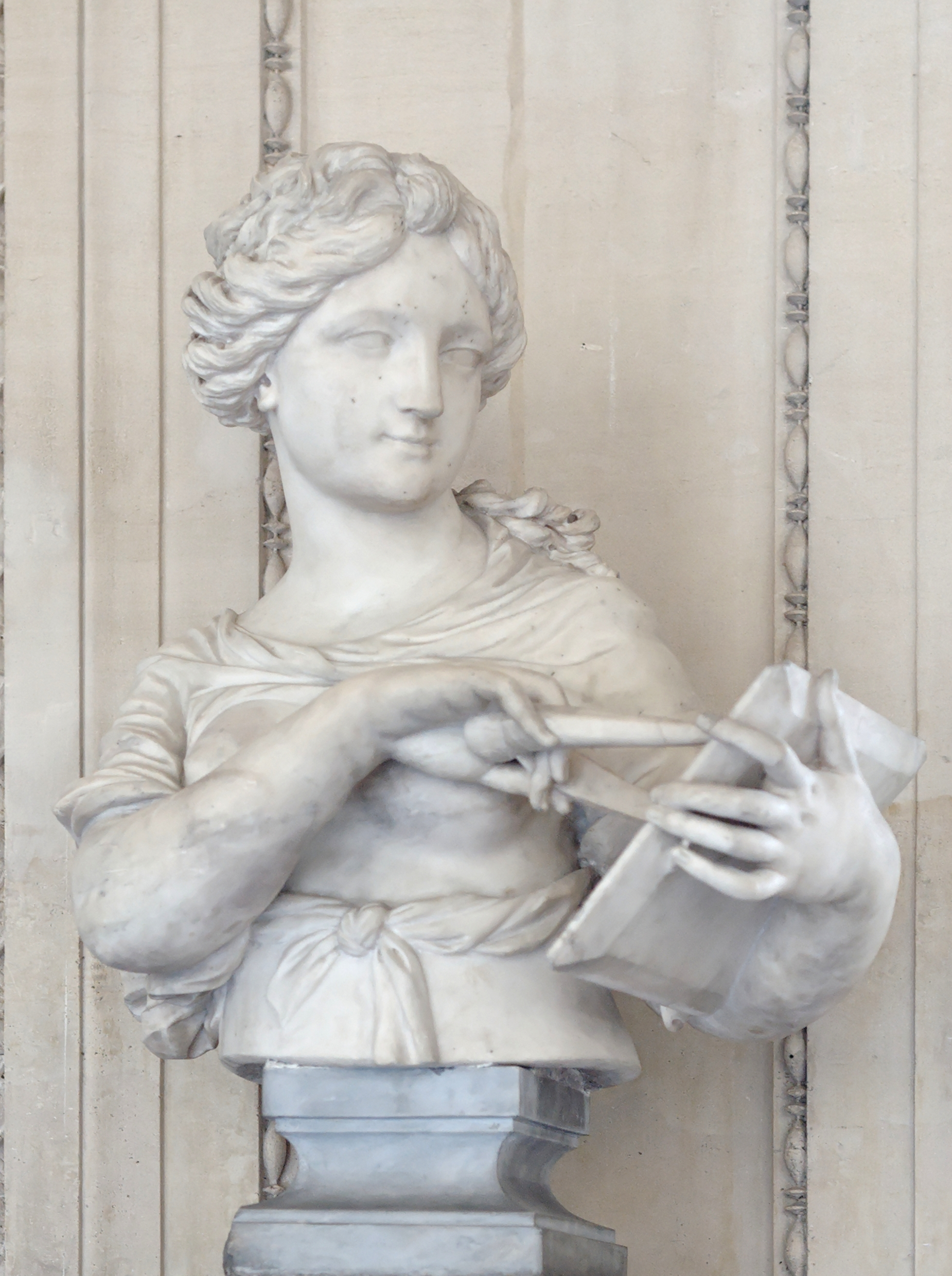
A Musa Geometria, no Museu do Louvre

A matemática grega clássica ou matemática da Grécia Antiga é a matemática escrita em grego dentre ~600 a.C. (época em que viveu Tales de Mileto) até o fechamento da Academia de Platão em 529 d.C.
Egípcios, babilônicos e chineses, muito antes do século VI a.C., já eram já capazes de efetuar cálculos e medidas de ordem prática com grande precisão. Foram os gregos, no entanto, que introduziram o método axiomático: as rigorosas provas dedutivas e o encadeamento sistemático de teoremas demonstrativos que tornaram a Matemática uma ciência.
A palavra "matemática" (μαθηματική), que é de origem grega, englobava o que hoje se chama de aritmética, geometria, astronomia e mecânica. Mas os pitagóricos a dividiam em: aritmética, geometria, astronomia, e música. Na concepção de Aristóteles, apenas a aritmética e a geometria, as duas áreas teóricas que mais atraíram os gregos antigos, eram consideradas ciências puramente matemáticas.

## Introdução
O conceito de Matemática Grega Antiga cobre matemáticos helenísticos que viveram no período entre o século VI a.C. e o século V d.C.
A matemática como uma ciência nasceu na Grécia Antiga. Na região que abriga a atual Grécia, a matemática era usada tanto para as necessidades diárias (contagens e medições), como também para rituais mágicos, cujo objetivo era descobrir os desejos dos deuses (i.e. para os campos da astrologia e numerologia). Mas os gregos também abordaram a matéria de outra maneira: eles postularam "Os números governam o mundo", ou, como expressado, o mesmo pensamento através de Galileu dois milênios depois:
| “ | O livro da natureza está escrito na linguagem da matemática | ” |

Característica dessa fase era que os gregos verificavam a validade de suas teses nas áreas que abordavam: astronomia, óptica, música, geometria, e mais tarde – a mecânica, por meio de modelos matemáticos, o que lhes conferia poder de fazer previsões. Ao mesmo tempo, os gregos criaram a metodologia matemática e completaram sua transformação de um grupo de algoritmos ou receitas a um corpo coerente de conhecimento. A base neste sistema, pela primeira vez tornou-se o método dedutivo, mostrando como apoiando-se sobre verdades bem conhecidas (axiomas), por meio do correto uso lógica garante-se a verdade dos novos resultados, as conclusões (teoremas).